# Zawodzie (powiat piotrkowski)
Zawodzie – wieś w Polsce, położona w województwie łódzkim, w powiecie piotrkowskim, w gminie Czarnocin.

## Podział administracyjny
W latach 1975–1998 miejscowość należała administracyjnie do województwa piotrkowskiego.